# New York Shipbuilding Corporation

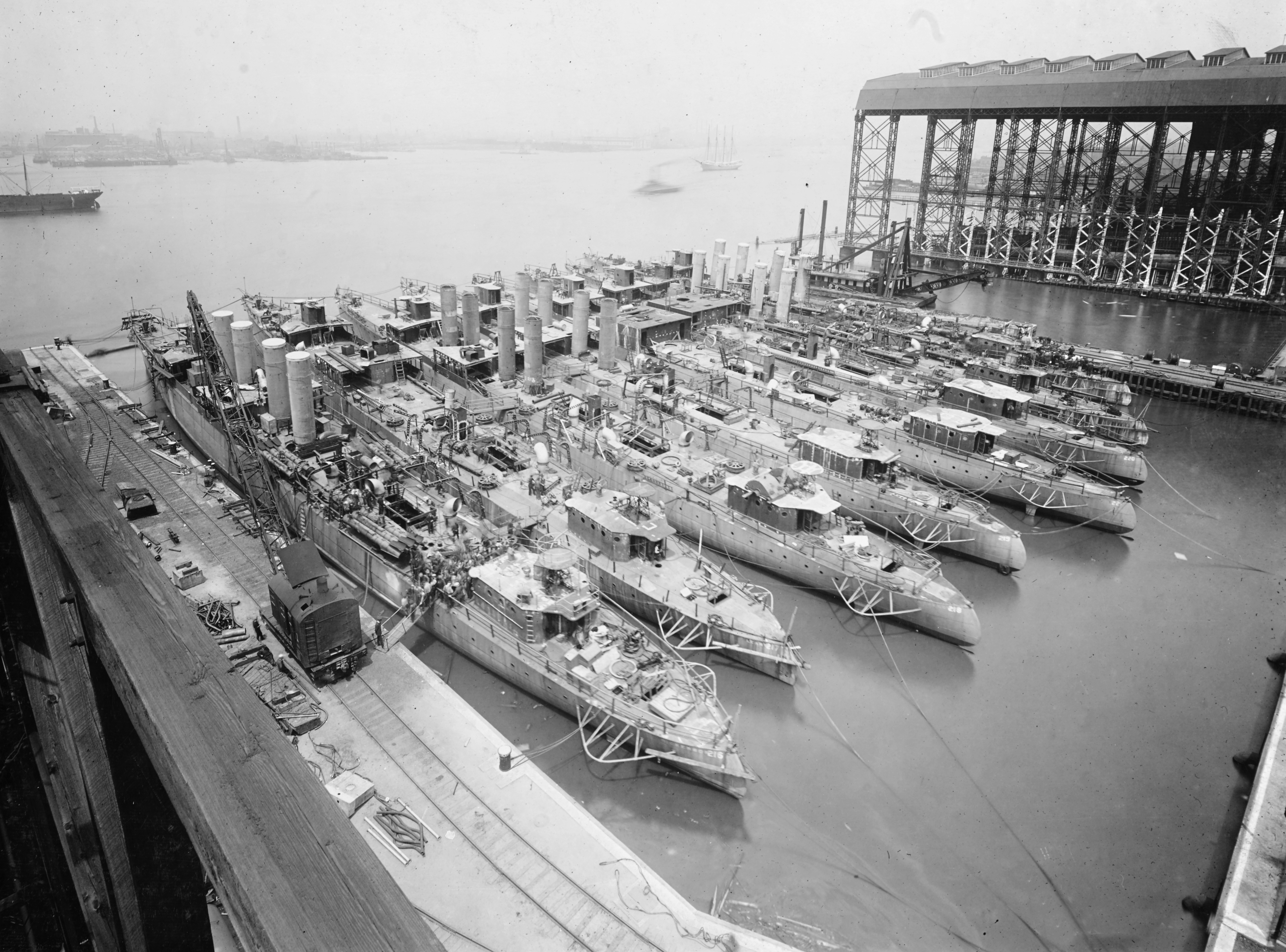
Huit navires de la classe Wickes en 1919 à la NYSC.

La New York Shipbuilding Corporation (NYSC) est un chantier naval situé à Camden, dans le New Jersey (États-Unis). Il est actif de 1900 à 1968. Fondée en 1899 et actif en 1900, la NYSC a construit plus de 500 navires pour notamment l'United States Navy, l'United States Merchant Marine et l'United States Coast Guard. Elle a été financée en grande partie par Mellon Financial et Andrew Mellon. Ses navires les plus connus incluent le destroyer USS Reuben James, le croiseur USS Indianapolis, le porte-avions USS Kitty Hawk, le cargo à propulsion nucléaire NS Savannah. La NYSC a cessé ses activités à la fin des années 1960.

## Histoire
Il est fondé en 1899 par Henry G. Morse (1850–2 juin 1903), un ingénieur spécialisé dans la conception et de la construction de ponts et associé principal de Morse Bridge Company. Le plan initial est de construire un chantier naval sur Staten Island, d'où le nom de l'entreprise. Les plans d'acquisition d'un site échouent et, après une exploration des sites potentiels aussi au sud que la Virginie, avec une attention particulière portée à la région autour du Delaware (le cours d'eau), un emplacement dans la partie sud de Camden, New Jersey, est choisi à la place. La sélection du site a spécifiquement pris en compte les besoins pour la production à la chaîne de navires dans des cales couvertes. La construction de l'usine commence en juillet 1899. Elle si rapide que la quille du premier navire est posée en novembre 1900. Ce navire, numéro de contrat 1, est le M. S. Dollar, plus tard modifié en tant que pétrolier et rebaptisé J. M. Guffey. Deux des premiers contrats concernent des navires à passagers qui comptent parmi les plus grands alors en construction aux États-Unis : le n° 5 pour le SS Mongolia et le n° 6 pour le SS Manchuria. Morse est mort après avoir obtenu des contrats pour 20 navires. Il est suivi comme président par De Coursey May.
Le 27 novembre 1916, une assemblée spéciale des actionnaires de la société ratifie la vente de l'usine à quinze millions de dollars à un groupe de sociétés composé d'American International Corporation, d'International Mercantile Marine Co., de W. R. Grace and Company et de Pacific Mail Steamship Company.
Pendant la Première Guerre mondiale, le chantier naval se développe rapidement pour répondre aux commandes de la marine américaine et de la Emergency Fleet Corporation. Une pénurie critique de logements pour les travailleurs conduit à la construction de Yorkship Village, une communauté planifiée de 1 000 maisons en briques conçues par Electus Darwin Litchfield et financées par le Département de la Guerre. Yorkship Village est maintenant le quartier Fairview de la ville de Camden.
La production du chantier pendant la Seconde Guerre mondiale inclut les neuf porte-avions légers de classe Independence (CVL), construits sur des coques de croiseurs légers de classe Cleveland ; le cuirassé de 40 000 tonnes USS South Dakota ; les trois des six croiseurs de classe Alaska de 30 000 tonnes qui ont été construits (Alaska, Guam et Hawaï), quatre croiseurs lourds de classe Baltimore de 15 000 tonnes et 98 LCT (Landing Craft, Tank), dont beaucoup ont participé au débarquement en Normandie.
Après la Seconde Guerre mondiale, le chantier survit grâce à des petites commandes de l'US Navy et de la United States Maritime Administration. En 1959, le chantier lance le NS Savannah, le premier navire marchand à propulsion nucléaire au monde. Le chantier lance son dernier navire civil (SS Export Adventurer) en 1960, et son dernier navire de guerre, l'USS Camden, est commandé en 1967. Le dernier sous-marin achevé par la société est l'USS Guardfish, qui avait été commandé au début années 1960, mais dont la construction est interrompue de 1963 à 1965 en raison de la perte de l'USS Thresher. Le Guardfish est mis en service en décembre 1967.
En 1968, faute de nouvelles commandes, le NYS cesse ses opérations. L'USS Pogy, alors en construction, est remorqué jusqu'à Ingalls Shipbuilding à Pascagoula, Mississippi, pour y être achevé.
Le site du chantier fait maintenant partie du port de Camden.

## Cales de construction durant la Seconde Guerre mondiale
| Cale | Largeur            | Longueur          | Date    | Notes |
| ---- | ------------------ | ----------------- | ------- | --- |
| J    | 110 pieds (33,5 m) | 840 pieds (256 m) | 1900-41 | Longueur initiale de 600 pieds, allongée à 840 pieds pour la construction des croiseurs de la classe Alaska |
| K    | 110 pieds (33,5 m) | 840 pieds (256 m) | 1900-41 | Longueur initiale de 600 pieds, allongée à 840 pieds pour la construction des croiseurs de la classe Alaska |
| L    | 110 pieds (33,5 m) | 840 pieds (256 m) | 1900-41 | Longueur initiale de 600 pieds, allongée à 840 pieds pour la construction des croiseurs de la classe Alaska |
| M    | 110 pieds (33,5 m) | 840 pieds (256 m) | 1912-41 | Longueur initiale de 700 pieds, allongée à 840 pieds pour la construction des croiseurs de la classe Alaska |
| O    | 112 pieds (34,1 m) | 900 pieds (274 m) | 1915    | |
| T    | 130 pieds (39,6 m) | 650 pieds (198 m) | 1941    | |
| U1   | 180 pieds (54,9 m) | 650 pieds (198 m) | 1941    | Could be extended up to 1,000 ft                                                                            |
| U2   | 180 pieds (54,9 m) | 650 pieds (198 m) | 1941    | Could be extended up to 1,000 ft                                                                            |
| U3   | 200 pieds (61 m)   | 650 pieds (198 m) | 1941    | Could be extended up to 1,000 ft                                                                            |
| U4   | 200 pieds (61 m)   | 650 pieds (198 m) | 1941    | Could be extended up to 1,000 ft                                                                            |

## Navires construits
Liste de quelques navires construits par ce chantier : 
- Porte-avions
  - 1 des 2 porte-avions de la classe Lexington
    - USS Saratoga, lancé le 7 avril 1925

  - les 9 unités de porte-avions légers de la classe Independence
    - USS Independence, USS Princeton, USS Belleau Wood, USS Cowpens, USS Monterey, USS Langley, USS Cabot, USS Bataan, USS San Jacinto

  - les 2 unités de porte-avions légers de la classe Saipan
    - USS Saipan, USS Wright

  - 1 des 4 porte-avions de la classe Kitty Hawk
    - USS Kitty Hawk, lancé le 21 mai 1960
- Cuirassés
  - 1 des 3 des cuirassés de la classe New Mexico
    - USS Idaho

  - 1 des 3  de la classe Colorado
    - USS Colorado

  - 1 des 4 de la classe South Dakota
    - USS South Dakota
- Charbonniers
  - SS Plymouth sert sous le nom de USS Plymouth de 1918 à 1919, comme un cargo auxiliaire, puis il part dans le civil comme SS Plymouth[11]
  - SS Fairmont served as USS Fairmont from 1918 to 1919, as an auxiliary cargo ship, then returned to civilian service again as the SS Fairmont. In 1922 she was renamed Nebraskan. For World War II she was renamed SS Black Point and was the last ship sunk by a U-boat on May 5, 1945[12],[13],[14].
  - SS Winding Gulf[15]
  - SS Tidewater did not serve in the US Navy. Renamed SS Isaac T. Mann in 1923 and was scrapped at Baltimore in 1954[16].
  - SS Glen White served as USS Glen White from 1918 to 1919 then returned to civilian service as SS Glen White[17].
  - SS Sewalls Point did not serve in the US Navy[18].
  - SS Franklin did not serve in the US Navy, became SS Nevadan in 1921, then SS Oakey L. Alexander in 1926. Was wrecked on the Maine coast on 3 March 1947[19].
  - SS William N. Page [20]
- Croiseurs
  - 1 des 2 de la classe Portland, des croiseurs lourds
    - USS Indianapolis, lancé le 7 novembre 1931

  - 3 des 9 de la classe Brooklyn, des croiseurs légers
    - USS Savannah, lancé le 8 mai 1937
    - USS Nashville, lancé le 2 octobre 1937
    - USS Phoenix, lancé le 19 mars 1938

  - 4 des 14 de la classe Baltimore, des croiseurs lourds
    - USS Bremerton, lancé le 2 juillet 1944
    - USS Fall River, lancé le août 1944
    - USS Macon, lancé le 15 octobre 1944
    - USS Toledo, lancé le 6 mai 1945

  - 3 des 3 de la classe Alaska, des croiseurs de bataille
    - Alaska (CB-1), Guam (CB-2), Hawaii (CB-3)

  - 8 des 27 de la classe Cleveland, des croiseurs légers
- Destroyers
  - 4 des 8 de la classe Porter
- Fast combat support ship
  -  Classe Sacramento
    - USS Camden
- Pétroliers
  - SS Gulfoil[21]
  - Gulflight launched 1914. Center of a diplomatic incident when torpedoed in World War I.
  - SS Sylvan Arrow, launched 1918[22]
  - SS Camden (1921) sunk by Japanese submarine I-25 in 1942
  - SS Dixie Arrow[23]
  - Kamoi, un transport d'hydravions lancé en 1922
  - SS Empire Arrow
- Sous-marin
  - Classe Thresher/Permit, sous-marin nucléaire d'attaque
    - USS Pollack
    - USS Haddo
    - USS Guardfish

  - Classe Sturgeon, sous-marin nucléaire d'attaque
    - USS Pogy (fini au chantier naval Ingalls de Pascagoula)

  - Classe Barbel sous-marin diesel :
    - USS Bonefish
- navire marchand à propulsion nucléaire
  - NS Savannah
- Passenger/cargo ship
  - SS Panhandle State: Also named: President Monroe, President Buchanan, (Iris), and Emily H. M. Weder[24].
  - SS Munargo: Also named Arthur Murray (Army but never used), USS Munargo (Navy), USAT Thistle, USAHS Thistle (Army hospital).
- Other ships and boats
  -     - PS Washington Irving, plus gros navire fluvial à roues à aubes jamais construit